# H.O.T.
H.O.T. (em coreano: 에쵸티) foi um popular boy group sul-coreano de meados da década de 1990. Ele foi formado pela S.M. Entertainment em 1996 e encerrou suas atividades em 2001. Além da Coreia do Sul, a banda era popular no Taiwan, China e comunidades coreanas e asiáticas nas Américas. H.O.T. foi o primeiro grupo de K-Pop a ter um álbum se tornar um "vendedor de milhões", apesar de ter acontecido uma crise financeira na Coreia do Sul na época. H.O.T. foi um grupo que desfrutou de enorme sucesso em sua carreira, permitindo que se tornassem grandes influências sobre o futuro de boy groups e o resto da cena musical na Coreia do Sul. Sua popularidade também levou à criação de grupos femininos na Coreia.
Creditados como os precursores da tendência do "grupo ídolo" na indústria musical coreana, H.O.T. integrou com sucesso a música coreana mainstream para a geração mais jovem. Composto de cinco adolescentes, o grupo foi direcionado especificamente para o público jovem, por isso o seu nome "High-five Of Teenagers (High-five de adolescentes)".

## História

### 1996: Formação do grupo
H.O.T. foi formado pelo produtor Lee Soo-man, o presidente da SM Entertainment, em 1996. A música deles compreendia uma mistura de rap, baladas, dance e rock. O cantor Kangta forneceu a maioria dos vocais das baladas.
O primeiro membro que Lee Soo-man escolheu foi Kangta. O gerente o viu dançando e cantando com um amigo em um parque de diversões, Lotte World, e ficou impressionado. Depois escolheu Moon Hee-joon, que após a audição foi aceito no grupo. Em seguida, Hee-joon convidou seu amigo Lee Jae-won para a audição, que posteriormente também foi aceito. O quarto à entrar no grupo foi Jang Woo-hyuk que, após ganhar o primeiro lugar em um concurso de dança, foi convidado à experimentar e se tornou o quarto membro à participar do grupo.
Em seguida, a S.M. Entertainment viajou para Los Angeles para audições. Tony An, originalmente descoberto pela Brothers Entertainment nos Estados Unidos, e seu amigo Andy Lee se juntaram ao grupo. No entanto, os pais de Lee pararam de apoiá-lo, levando-o a deixar o grupo e se juntar Shinhwa em 1998. O novo grupo foi chamado H.O.T..

### 1996–1998:We Hate All Kinds of Violence,Wolf & SheepeRessurrection
Eles fizeram sua estréia com o álbum We Hate All Kinds of Violence em setembro de 1996, álbum que os colocou instantaneamente no topo entre os adolescentes no país. Eles lançaram um segundo single do álbum, Candy, que se tornou outro hit instantâneo. A popularidade da canção fez com que todos os tipos de mercadorias de H.O.T. ficassem disponíveis em cada loja fixa em todo o país.
Eles lançaram seu segundo álbum em junho de 1997, intitulado Wolf & Sheep. O álbum foi um lançamento controverso, uma vez que a faixa-título contou com uma linguagem forte, o que causou o banimento de todas as principais estações de rádio. No final, eles acabaram por liberar uma versão editada da música e foram capazes de performá-la. Seu segundo single foi Full of Happiness, muito semelhante em estilo a canção popular de seu primeiro álbum, Candy. Nesse momento, o grupo dominava a cena musical coreana. Em torno deste tempo, criou-se uma nova cultura de fãs entre adolescentes. Isto inclui fãs meninas dormindo do lado de fora das casas dos membros, causando Tony An e Woo Hyuk Jang tendo que mudar de casa a cada 6 meses por serem expulsos do bairro devido à queixas de seus vizinhos. Seu terceiro single do álbum, We Are the Future, tornou-se um outro grande sucesso. Em 1998, o vídeo da música We Are The Future ganhou um prêmio americano da MTV de Melhor Vídeo Internacional. Eles lançaram seu terceiro álbum, Resurrection, em setembro do mesmo ano. Este álbum contou com um estilo mais sério, com música gravitando em direção a rock.

### 1999: Primeiro concerto,Iyah!e atuações
Em 1999, o primeiro concerto ao vivo do grupo foi realizado no Estádio Olímpico de Seul. H.O.T. foi o primeiro grupo de K-pop à realizar um concerto lá, devido à sua grande quantidade de fãs. Club H.O.T. (nome dado aos fãs do grupo) usavam capas de chuva brancas e seguravam balões brancos, fazendo do estádio um completo mar branco. O sistema de metrô coreano historicamente estendeu o horário de funcionamento até duas horas da manhã para conseguir levar todos os fãs à suas casas. Devido à sua popularidade, eles foram vistos com frequência em anúncios. Em um certo ponto, eles tinham a sua própria marca de refrigerante com o slogan "Eu bebo H.O.T." e três tipos diferentes de perfume. Em junho de 1999, juntamente com suas companheiras de empresa S.E.S., H.O.T. performou no concerto de Michael Jackson Michael Jackson and Friends - The Adventure of Humanity.
Eles lançaram seu quarto álbum Iyah! e ganharam o prêmio de álbum do ano. Eles também estrelaram em um filme estilo Space Jam chamado Age of Peace, para o qual eles também lançaram uma trilha sonora composta por músicas que os próprios membros compuseram. Tudo no filme, com exceção dos cinco membros, foi computadorizado, e o filme foi lançado no Japão durante as atividades promocionais para o seu quarto álbum. Eles ganharam vários prêmios da KMTV Asia e de vários programas musicais populares na Coreia para o seu quarto álbum e da trilha sonora.

### 2000–2001:Outside Castle, fim do grupo, atividades solo e jtL
Eles lançaram seu quinto e último álbum, Outside Castle, em setembro de 2000. Todos os membros participaram na composição das letras. H.O.T. teve grande sucesso com todos os seus álbuns e eram conhecidos por seu talento de escrever e compor muitas de suas próprias canções. Além disso, Moon Hee-joon e Jang Woo-hyuk também eram conhecidos por suas habilidades de dança, e muitas vezes coreografaram para o grupo.
Eles mantiveram uma rivalidade amigável com outras bandas K-pop, como Sechs Kies, e eram amigos íntimos de Kim Hwan-sung do grupo N.R.G., que morreu de pneumonia com 19 anos. Kangta ficou de coração partido com a morte de seu amigo, e quando N.R.G. lançou o seu álbum após a morte de Kim Hwan-sung, ele escreveu a faixa principal.
H.O.T. chegou ao seu fim em maio de 2001. À medida que os contratos dos membros de H.O.T. com a S.M. Entertainment se aproximavam ao fim, haviam rumores de que as questões financeiras fariam com que o grupo tivesse que se desfazer. No entanto, já que as verdadeiras razões para o rompimento do grupo nunca foram oficialmente lançadas ao público, os rumores circularam, mas continuam não verificados.
Após a separação, Kangta e Moon Hee-joon receberam contratos lucrativos pela S.M. Entertainment como artistas solistas e lançaram álbuns moderadamente bem-sucedidos. A música de Kangta foi geralmente era soul ou R&B mainstream. Moon Hee-joon começou com R&B mainstream, mas depois tentou estabelecer uma carreira de música rock. No entanto, Hee-joon foi ofuscado por sua imagem de ídolo adolescente e recebeu duras críticas.
Os membros restantes, Jang Woo-hyuk, Tony An e Lee Jae-won, formaram um grupo de três membros chamado jtL sob outra gravadora e venderam álbuns moderadamente bem-sucedidos. Mais tarde, Jang Woo-hyuk e um parceiro criaram sua própria companhia de dança com Woo-hyuk levando sua própria equipe e escola chamada Newest.

### 2005–atualmente: Atividades solo e jtL
Alguns anos após formarem jtL, Tony An lançou um álbum solo, criou a sua própria empresa de entretenimento, Tn Entertainment, uma bem sucedida empresa de uniformes escolares, Skoolooks, e uma empresa de roupa íntima, Shinenihs. Em setembro de 2010, Tony completou seu serviço militar obrigatório de 2 anos e lançou uma nova música, Going To Meet You Now.
Em 2005, Moon Hee-joon saiu da S.M. Entertainment, criando sua própria empresa, PS Entertainment, e lançando um álbum. Mais tarde nesse ano, Hee-joon dirigiu-se para o serviço militar obrigatório. Em 2008, ele completou o seu dever exército de 2 anos e assinou com uma empresa chamada SidusHQ. Lee Jae-won também deixou a S.M. Entertainment e, em abril de 2005, lançou seu primeiro álbum pós-H.O.T., No Pain, No Gain. Lee completou seu serviço militar em 2011.
Em 12 de setembro de 2005, Jang Woo-hyuk lançou seu primeiro álbum solo, No More Drama, tocando com o grupo americano de renome hip-hop Elite Force, que também eram uma equipe de dança antiga para Will Smith. Woo-hyuk foi o último membro a lançar um álbum solo, e ele ganhou uma reputação como "O Príncipe da Dance Music". No ano de 2010, ele assinou com uma companhia de entretenimento chinesa e é atualmente ativo na China. Suas colaborações recentes são com a cingapuriana cantora de pop JJ Lin e cantora e atriz de Hong Kong Karen Mok.
Em setembro de 2010, Kangta permaneceu como acionista da S.M. Entertainment e lançou uma nova música chinesa electro-pop, Love, Frequency, mais conhecida como Breaka Shaka. Poucos dias depois, ele também lançou seu primeiro mini-álbum digital, Love, Frequency.
Em 4 de abril de 2011, Tony An lançou um mini-álbum solo, Topstar, e um single com o mesmo nome do álbum.
Jang Woo-hyuk lançou um álbum em 25 de maio de 2011, intitulada I am The Future, com singles incluindo Time is [L]over, I am The Future e Minimalism.
Kangta expressou interesse em ter a banda se reunindo no primeiro semestre de 2011. No entanto, em março de 2012, membros Moon e An declararam que seria difícil para o grupo a se unir novamente. De qualquer forma, os cinco membros conseguiram fazer um reencontro com Lee Soo Man em abril de 2016. Três meses após o reencontro, Tony An revelou que os membros estão conversando sobre a possibilidade da volta do grupo, mas deixou claro que seria bastante difícil o retorno do grupo devido aos membros estarem em gravadoras diferentes e ativos em campos diferentes. Ele também revelou o desejo de uma colaboração entre H.O.T. e Sechs Kies, grupo que recentemente retornou aos palcos.

## Discografia
- We Hate All Kinds of Violence (1996)
- Wolf and Sheep (1997)
- Resurrection (1998)
- I Yah! (1999)
- Outside Castle (2000)

## Filmografia
- Age of Peace (2000)

## Integrantes
| Integrantes              | Integrantes     | Integrantes                     | Integrantes                                  |
| Nome                     | Nome            | Data de nascimento              | Posição                                      |
| Romanizado               | Hangul          | Data de nascimento              | Posição                                      |
| ------------------------ | --------------- | ------------------------------- | -------------------------------------------- |
| Moon Hee-joon            | 문희준          | 14 de março de 1978 (42 anos)   | Líder, Vocalista de Apoio e Rapper de Apoio  |
| Jang Woo-Hyuk            | 장우혁          | 8 de maio de 1978 (42 anos)     | Rapper Principal e Dançarino Principal       |
| Tony An                  | 토니안          | 7 de junho de 1978 (42 anos)    | Vocalista Líder e Rapper                     |
| Ahn Chil-Hyun - (Kangta) | 안칠현 - (강타) | 10 de outubro de 1979 (40 anos) | Vocalista Principal e Rapper                 |
| Lee Jae Won              | 이재원          | 5 de abril de 1980 (40 anos)    | Rapper de Apoio, Vocalista de Apoio e Maknae |

- Maknae: Mais novo